# 白服
白服（しろふく、年齢非公開10月16日 - ）とは、日本のアイドルであり、ボーイズアイドルグループMeseMoa.の元メンバー、ダンスボーカルユニットトラフィックライト。のメンバーである。愛称は、しろろ、白様など。グループでのメンバーカラーは黄色●。
静岡県出身。プロダクション等の所属はせず、無所属での活動。
元々ニコニコ動画へのダンスカバー動画の投稿を行っていた。

モーニング娘。のダンスカバー動画の投稿をきっかけに白服を中心としてむすめん。(現：MeseMoa.)を結成する。

トラフィックライト。では白瀬裕大として活動。

## 略歴
- 2008年7月11日、ニコニコ動画に友人らとPerfumeのダンスカバー動画『男3人で Perfume - シークレットシークレット を踊ってみた』を投稿。それ以前にも動画投稿は行われていたが、現在は削除されている。
- 2012年、爆笑コメディアンズとともに金曜ニコラジのパーソナリティを務める。
- 同年5月10日、『男11人で モーニング娘。 - 恋愛ハンター を踊ってみた』をニコニコ動画・YouTube[注釈 1]に投稿。これをもってむすめん。の結成、リーダーとなる。
- 2013年10月26日、『Perfume ダンスコンテスト～魅せよ、LEVEL3～』における極（完コピ）部門で、白服・眼鏡・仮面の３人からなる『perfumen』がグランプリを獲得。[1]
- 2016年11月、むすめん。のあおい・気まぐれﾌﾟﾘﾝｽと共にダンスボーカルユニット『トラフィックライト。』として『Dance Dance!! / Traffic Jam』でメジャーデビュー。初登場オリコンウィークリー9位を獲得。
- 2023年12月8日の横浜アリーナ公演をもってMeseMoa.を卒業。[2]

## 人物
- アイドルが好き。特にハロー！プロジェクトのアイドルやPerfumeのファン。ハロプロの中でもモーニング娘。の鈴木香音を推しメンと公言していた。[3]。
- 虫や絶叫マシンなどが苦手である。
- 元卓球部。
- 身長が約170センチメートル、体重61.5キログラム[4]。
- 名前の由来は投稿した動画で着ていた服が、実は桃色なのだが画質の荒さから白い服と誤認され、白服という名前になった[5]。
- 趣味は映画鑑賞、映像編集。特技は首のアイソレーション。チャームポイントは太い眉毛(高校生時代は極細だった、)[6]。
- ダンスは未経験であり、大学生になってからニコニコ動画を見始めたことがきっかけでダンスカバーを始める[7]。
- MeseMoa.リーダー、トラフィックライト。サブリーダーである。

## 出演・作品等
グループとしての活動はMeseMoa.を参照

### 映画
- イマジネーションゲーム（2018年7月28日、プレシディオ）- 加藤誠一 役

### 舞台
- ミュージカル『Cry for the MOON－月に捧げる唄―』（2017年12月21日 - 2017年12月26日、よみうり大手町ホール）- 朔夜 役[8]
- 『東海道四谷怪談』[9]（2018年3月17日-25日、よみうり大手町ホール）- お袖 役[10]
- RE:Trigger[11]（2019年3月20日 - 2019年3月25日、原宿クエストホール）- ノア 役
- Phantom Quest[12]（2020年11月5日-15日、HYタウンホール）- フィーネ 役[13][14]

### ネットドラマ
- アキハバラ@DEEP2.0[15]（2020年9月18日、Amazonビデオ 他）- ボックス 役[16][17]

### DVD
- 強制除霊師・斎（2021年）- 金井 役[18]

### インターネットテレビ
- 白服と爆笑コメディアンズの金曜ニコラジ ～土日は頼むぜ！！（2012年1月～3月、ニコラジ）

### PV
- リリィ、さよなら。「春色の彼女」（2016年3月2日）

### 書籍
- 白服ファースト写真集『しろろ』（2018年11月28日発売、主婦と生活社、JUNON編集部）[19]

### イベント
- ニコニコ町会議 in 愛媛県 宇和島市 『宇和島Hawaiianフェスティバル』（2014年8月3日）
- 中国昆山国际动漫艺术博览会（2014年10月2日、3日）
- 東京ゲームショウ2017『KING OF PRISMプリズムラッシュ!LIVE ゲーム実況』（2017年9月23日）
- ClCF EXPO 2017（2017年10月2日、中国広州・保利世貿博覧館）
- ODOTTEMITA ANNIVERSARY ～ありがとうディファ有明～（2018年4月15日、ディファ有明）
- ライブナタリ― Presents RESPECT! トークライブ～Perfume～（2020年9月21日）